# محمدعلی مولوی (اقتصاددان)
محمدعلی مولوی اقتصاددان ایرانی است. او در دولت بازرگان، رئیس کل بانک مرکزی ایران بود. او از اسفند ۱۳۵۷ تا آبان ۱۳۵۸ این مسئولیت را بر عهده داشت. او در دوران پهلوی، نماینده اقتصادی ایران در برخی اتحادیه‌های اروپایی بود.